# Боруссия (футбольный клуб, Нойнкирхен)
«Бору́ссия Нойнки́рхен» (нем. Borussia Neunkirchen) — немецкий футбольный клуб, базирующийся в Нойнкирхене, Саар. Клуб был основан в 1907 году, после слияния команд «Боруссия 1905» (основана 24 июля 1905) и «Нойнкирхен» («Союз свободных гимнастических и игровых объединений гимназий Нойнкирхена»). На данный момент клуб выступает в Саарлиге (6-й дивизион).

## История
Первые четыре года с момента создания нойнкирхенцы играли в Классе Б области Саар, а в 1912 году перешли в Первый класс. Находясь на подъёме, уже в 1911 году они считались фаворитами и могли перейти в класс выше, но потерпели неудачу. До Первой мировой войны, «Боруссия» играла в Первом классе, дважды становилась предпоследней и большой славы не снискала. С наступлением войны чемпионат был остановлен.
С 1912 года по 1963 год клуб непрерывно играл в первенствах, начиная с Районной лиги Саар, Районной лиги Рейн-Саар и в новой Областной лиге, сформированной в 1933 году Германским футбольным союзом при реорганизации футбола по указанию руководства нацистской Германии. «Боруссия» так и осталась в Областной лиге Юго-Запад/Майн-Гессен, на протяжении этого времени клуб показывал хороший результат в лиге, но так и не смог занять первое место. Как и другие организации в стране, включая спортивные и футбольные ассоциации, «Боруссия» была расформирована союзными оккупационными властями после Второй мировой войны, но быстро воссоздана под нынешним названием.
За свою историю клуб провёл три сезона в первой Бундеслиге: 1964/65, 1965/66, 1967/68. Наивысшее достижение — 10 место, занятое в первом из трёх сезонов.

### Известные игроки
В разные годы за клуб выступали:
- Хайнц Зиммет (в «Боруссии» 1963—1966) — чемпион ФРГ (1978), рекордсмен Бундеслиги по сыгранным подряд матчам;
- Эммануэль Какоко Этепе (1984—1985) — победитель Кубка африканских наций (1974);
- Штефан Кунц (1980—1983) — футболист года в ФРГ (1991), чемпион Европы (1996);
- Джей-Джей Окоча (1990—1992) — победитель Кубка африканских наций (1994), олимпийский чемпион (1996), семикратный футболист года в Нигерии (1995, 1997, 2000, 2002—2005).

## Достижения
- Финалист Кубка Германии: 1959